# Barão da Soledade
Barão da Soledade foi um título nobiliárquico brasileiro criado por D. Pedro II do Brasil, por decreto de 2 de dezembro de 1854, a favor de Francisca Elisa Xavier.
Titulares
1. Francisca Elisa Xavier;[2]
2. José Pereira Viana.[2][3]